# Alejandro Ramírez (Schachspieler)
Alejandro Tadeo Ramírez Álvarez (* 21. Juni 1988 in San José (Costa Rica)) ist ein costa-ricanischer Schachspieler. Seit Dezember 2010 spielt er für die United States Chess Federation.

## Leben
Ramírez lernte Schach bereits als Vierjähriger. 1998 gewann er die pan-amerikanische Meisterschaft U10, im Alter von neun Jahren wurde er FIDE-Meister, als 13-Jähriger verlieh ihm die FIDE den Titel Internationaler Meister. Bald darauf wurde er von costa-ricanischen Unternehmen finanziell unterstützt und erhielt von der Universität San José eine private Schulausbildung, um sich gänzlich dem Schach widmen zu können.
2002 spielte er erstmals für Costa Rica bei der Schacholympiade in Bled und sorgte durch ein Remis gegen den russischen Weltelitespieler Alexander Morosewitsch für Aufsehen. 2004 wurde er Großmeister, nachdem ihm im vorigen Jahr Großmeisternormen beim Capablanca-Memorial in Havanna, beim Zonenturnier in Guayaquil, das er gemeinsam mit dem Kubaner Leinier Domínguez gewann, und bei zwei Turnieren in Santo Domingo (Santo Domingo Open und Decameron) gelungen waren. Ramírez war damals nach Sergei Karjakin der zweitjüngste Großmeister der Welt. Er gewann 2004 das Zonenturnier in San José (Costa Rica) und qualifizierte sich zur FIDE-Weltmeisterschaft im K.-o.-System in Tripolis im gleichen Jahr. Dort schied Ramírez in der ersten Runde gegen den späteren Turniersieger Rustam Kasimjanov erst nach Schnellschachstechen aus, das Match endete regulär 1:1.
2013 landete er punktgleich mit Gata Kamsky auf dem ersten Platz der United States Chess Championship, verlor jedoch den Stichkampf um den Titel. Im selben Jahr nahm er am Schach-Weltpokal in Tromsø teil, wo er in der ersten Runde Jewgeni Tomaschewski mit 4:5 unterlag.
Ramírez, der erste und bis Januar 2015 (seitdem trägt auch Bernal González Acosta den GM-Titel) einzige Großmeister Costa Ricas, galt neben den Kubanern Leinier Domínguez und Lázaro Bruzón als die größte Nachwuchshoffnung im Schach Mittelamerikas. Bis zu seinem Wechsel zum US-amerikanischen Schachverband führte er die Elo-Rangliste Costa Ricas mit großem Vorsprung an, im Januar 2015 liegt er in der Rangliste der Vereinigten Staaten auf dem 12. Platz.

## Missbrauchsvorwürfe
Im Februar 2023 warf Jennifer Shahade Ramírez sexuelles Fehlverhalten ihr gegenüber vor. In der Folge erhoben weitere Frauen Vorwürfe, und der US-Schachverband schloss Ramírez aus.

## Nationalmannschaft
Ramírez nahm mit der Nationalmannschaft Costa Ricas an drei Schacholympiaden teil, 2002 spielte er am dritten Brett, 2004 und 2008 jeweils am Spitzenbrett.

## Vereine
In der United States Chess League spielte Ramírez 2005 und 2010 für Dallas Destiny, 2009 für die Arizona Scorpions sowie 2015 für die St. Louis Arch Bishops.

## Veröffentlichungen
Ramírez ist auch als Schachtrainer und Kommentator tätig. Er veröffentlichte mehrere Lehrvideos über verschiedene Eröffnungen:
- Attacking with the Benko gambit (2013). ISBN 978-3-86681-352-6
- Attacking with the Benko gambit 2 (2013). ISBN 978-3-86681-374-8
- The Reti, a flexible attacking opening (2013). ISBN 978-3-86681-375-5
- The Sicilian Tajmanov-Scheveningen (2014). ISBN 978-3-86681-431-8
- The Ragozin Defense (2015). ISBN 978-3-86681-462-2